# Caristia
Caristia – rzymskie święto obchodzone 22 lutego, po święcie Feraliów. 
Było uroczystością zamykającą Parentalia obchodzone ku czci zmarłych przodków, kiedy ich rodziny spotykały się na wspólnej uczcie.